# Андронов, Иона Ионович
Ио́на Ио́нович Андро́нов (19 мая 1934, Ленинград — 7 октября 2024, Москва, Россия) — советский и российский журналист-международник, репортёр, писатель, сценарист.

## Биография
Родился в 1934 году в Ленинграде. Окончил Институт восточных языков при МГУ (ИВЯ) по специальности «историк-востоковед».
С 1958 года работал в еженедельнике «Новое время» (литературным сотрудником, заведующим отделом, специальным корреспондентом, постоянным корреспондентом).
- В 1964 и 1965 годах корреспондент «Нового времени» в Индии, Непале, Индонезии.
- В конце 1966 года — специальный корреспондент в Китае во время так называемой «Культурной революции» Мао Цзэдуна.
- 1966—1971 — специальный корреспондент на войнах в Камбодже, в Лаосе и Вьетнаме.
- С 1972 года — корреспондент в США.
  - В 1973 года был единственным советским корреспондентом в Южной Дакоте среди восставших в резервации американских индейцев.
  - В 1977 году его визит в городок Вулкан, Западная Вирджиния, местная община которого во главе с Джоном Робинеттом после тщетных попыток добиться от штата восстановления местного моста обратилась за помощью к СССР и ГДР, стимулировал власти штата в течение часа заявить о выделении 1,3 млн долларов на ремонт[4].
- В 1979 году — корреспондент «Литературной газеты» на гражданской войне в Никарагуа.
- С 1981 года — фронтовой корреспондент в Афганистане, затем корреспондент «Литературной газеты» в США.
- Был газетным корреспондентом или командированным депутатом Верховного Совета России в Японии, Иране, Турции, Болгарии, Польше, Чехословакии, Франции, Германии, Италии, Коста-Рике, Латвии.
- В 1990 года был избран народным депутатом РФ, членом Совета Национальностей Верховного Совета РФ, заместителем Председателя Комитета по международным делам и внешнеэкономическим связям; был одним из ста доверенных лиц Ельцина на президентских выборах 1991 года.
- 1991—1992 — советник вице-президента А. Руцкого по международным связям.
- В 1986 году вышел фильм «Человек, который брал интервью» по сценарию Андронова.
- В 1988 году создал в Нью-Йорке вместе с эмигрировавшим из СССР известным художником Михаилом Шемякиным «Международный комитет за спасение советских военнопленных в Афганистане», затем в Москве «Народный комитет за освобождение военнопленных».
- С 1989 года — один из основателей и председатель Всесоюзного объединения семей советских военнопленных, вёл переговоры об их освобождении с лидерами афганской оппозиции, руководством Афганистана и Пакистана[5].
- На VII съезде народных депутатов в декабре 1992 г. голосовал за внесение в повестку дня вопроса о недоверии премьер-министру Гайдару и за запрет продажи земли иностранцам. Опубликовал сведения о якобы существовавшем засекреченном кремлёвском проекте передачи японцам Южно-Курильских островов[6].
- В 1994 году — консультант Мандатной комиссии Государственной Думы Федерального Собрания РФ;
- В январе 1993 года возглавлял делегацию Верховного Совета РФ и Комитета содействия возвращению в Россию бывшего заместителя командира Рижского отряда милиции особого назначения С.Парфёнова. После указа от 21 сентября 1993 года о роспуске парламента принимал участие в защите Белого Дома.

Жена: Валентина Петровна (25.09.1934), сестра: Марина Андронова (26.02.1936).
Проживал в Москве, где и скончался 7 октября 2024 года.

## Книги
Автор нескольких книг о ЦРУ и ФБР, о войне в Афганистане.
- По волчьему следу. — М.: Правда, 1983. — 304 с.
- Убийство без возмездия. Репортажи из Америки. — М.: Политиздат, 1987. — 224 с.
- Моя война Архивная копия от 13 марта 2013 на Wayback Machine. — М.: Деловой мир 2000, 1999. — 416 с. — ISBN 5-93681-001-1.
- Русская любовь янки Джо. Мемуарные рассказы. — М.: Спорт и культура — 2000, 2011. — 208 с.
- My Country, right or wrong. Прощальные мемуары советского журналиста / Иона Андронов — М.: Иона Андронов, 2023—450 с.— ISBN 978-5-00202-361-5

## Награды
Иона Андронов награждён орденом Знак Почёта, орденом и медалью Народной Республики Болгарии.

## Обвинения в сотрудничестве с КГБ
В 2001 году, ссылаясь на секретную записку председателя КГБ Ю. В. Андропова в Политбюро ЦК КПСС, один из лидеров советского правозащитного движения Юрий Ярым-Агаев обвинил Иону Андронова в том, что тот являлся кадровым сотрудником КГБ и был «профессиональным советским дезинформатором». На многолетнее сотрудничество Андронова с КГБ ранее указывал другой советский диссидент — Владимир Буковский. Косвенным подтверждением причастности Андронова к КГБ служит его работа в качестве корреспондента журнала «Новое время». По сведениям автора книги «КГБ сегодня» Дж. Баррона, этот журнал использовался в качестве легального прикрытия зарубежной агентуры советских спецслужб, и двенадцать из его четырнадцати отделений за границей были укомплектованы кадровыми офицерами КГБ, прошедшими специальную журналистскую подготовку. Андронов свою причастность к КГБ неоднократно отрицал. Андронов в негативном плане упоминается Андреем Карауловым в книге «Русское солнце». Но в исковом заявлении о защите чести, достоинства и деловой репутации, поданном в 2001 году в Таганский районный суд Москвы, Андронов обвинил Караулова в клевете и заявил: «… при всём моем уважительном отношении к органам государственной безопасности, выполняющим полезные функции по обеспечению безопасности государства и общества, я, будучи журналистом, не был ни офицером, ни сотрудником Комитета государственной безопасности СССР, ни агентом, ни осведомителем спецслужб».